# Prostredné Spišské pleso
Prostredné Spišské pleso (deutsch Mittlerer See oder 2. See, ungarisch Szepesi-Középső-tó oder Második-tó, polnisch Pośredni Staw Spiski) ist ein Bergsee auf der slowakischen Seite der Hohen Tatra.
Er befindet sich im Tal Malá Studená dolina (deutsch Kleines Kohlbachtal) in der Seegruppe Päť Spišských plies (deutsch Zipser Fünfseen), nordwestlich der Hütte Téryho chata und seine Höhe beträgt 2010 m n.m. Seine Fläche liegt bei 18.880 m², er misst 200 × 160 m und seine maximale Tiefe beträgt 4,7 m. Der See gehört zum Einzugsgebiet des Malý Studený potok (deutsch Kleiner Kohlbach), eines Quellflusses des Studený potok im Einzugsgebiet des Poprad.
Der Name drückt einerseits die mittige Lage in den Zipser Fünfseen aus, andererseits liegen auch Parameter wie Größe, Seehöhe oder maximale Tiefe (nach älteren Quellen) in der Mitte innerhalb dieser Seegruppe. Das Adjektiv Spišské (slow. n.) weist auf die historische Zugehörigkeit zum Komitat Zips hin.
Am südlichen Seeufer verläuft ein grün markierter Wanderweg von der Téryho chata zum Sattel Sedielko.